# Альберт Бракманн
Альберт Бракманн (нім. Albert Theodor Johann Karl Ferdinand Brackmann) (24 червень 1871, Ганновер — 17 березня 1952, Берлін-Далем) — німецький історик-націоналіст, пов'язаний з Остфоршунг, багатопрофільною організацією, створеною для координації німецької пропаганди у Східній Європі. Після приходу нацистів до влади став одним з головних пропагандистів режиму.

## Біографія
Після здобуття університетської освіти в Тюбінгені, Лейцпцизі та Геттінгені Бракманн у віці двадцяти семи років приєднався до співробітників MGH (Monumenta Germaniae Historica), провідного німецького джерела публікацій середньовічних документів. Він був призначений професором історії в Кенігсберзі у 1913 році, Марбурзі в 1920 році і Берліні в 1922 році. У 1929 році він став генеральним директором Прусського Таємного державного архіву в Берліні-Далеме. У зв'язку з прийняттям цієї посади він виступав за створення спеціального Інституту архівних наук та історичної підготовки (Preußisches Institut für Archivwissenschaft), щоб забезпечити професійну підготовку архівістів; Інститут, який перебував у віданні державних архівів, відкрився в Берліні-Далеме в травні 1930 року. Бракманн, генеральний директор архівів, одночасно був першим директором архівного інституту аж до своєї пенсії в 1936 році. Зберіг звання почесного професора Берлінського університету.
Спочатку фахівець з міжнародних відносин між Священною Римською імперією і папством він звернувся до історії німців у Східній Європі в результаті свого досвіду  Першої світової війни. Політично правий, він був членом спочатку DVP (Німецької народної партії), а потім DNVP (Німецької національної народної партії) під час Веймарської республіки, а також був співредактором найпрестижнішою та найвпливовішою Historische Zeitschrift з 1928 по 1935 рік.
З початком Другої світової війни робота Бракманна також поширилася на питання германізації і видалення «небажаних етнічних елементів» з німецьких володінь. У цьому конкретному контексті він багато зробив для популяризації роботи Отто Рече, професора расових досліджень в Лейпцизькому університеті і відомого антисеміта. Поразка у війні привела до тимчасового припинення академічної діяльності Бракманна. У 1946 році він брав активну участь у відновленні Остфоршунга і багато хто з його учнів зайняли важливі академічні посади в Федеративній Республіці Німеччини, де антикомунізм замінив колишню моду на експансіонізм.
Бракманн помер в 1952 році.